# Ryan Griffiths (football)
Pour les articles homonymes, voir Ryan Griffiths et Griffiths.
Ryan Griffiths, (né le 21 août 1981 à Sydney) est un footballeur international australien.

## Biographie
Ses deux frères aînés Joel et Adam sont également footballeurs professionnels,.

## Palmarès
- Avec le FC Național Bucarest
  - Finaliste de la coupe de Roumanie en 2006
- Avec le FC Rapid Bucarest
  - Vainqueur de la coupe de Roumanie en 2007
- Avec le Beijing Guoan
  - Champion de Chine en 2009